# Klaus Fiedler (Leichtathlet)
Klaus Fiedler (* 11. September 1951 in Kölleda) ist ein ehemaliger deutscher Hürdenläufer, der sich auf die 110-Meter-Distanz spezialisiert hatte und für die DDR startete.
Bei den Leichtathletik-Europameisterschaften 1974 in Rom wurde er Sechster und bei den Leichtathletik-Halleneuropameisterschaften 1975 in Kattowitz über 60 m Hürden Vierter.
1971 wurde er DDR-Vizemeister, 1970 und 1974 jeweils Dritter. In der Halle wurde er 1975 DDR-Meister über 60 m Hürden.
Klaus Fiedler startete für den SC Turbine Erfurt.

## Persönliche Bestzeiten
- 60 m Hürden (Halle): 7,74 s, 16. Februar 1975, Sofia
- 110 m Hürden: 13,86 s, 29. Mai 1976, Karl-Marx-Stadt